# Марійські Карші
Марі́йські Карші́ (рос. Марийские Карши) — присілок у складі Ачитського міського округу Свердловської області.
Населення — 269 осіб (2010, 317 у 2002).
Національний склад станом на 2002 рік: марійці — 97 %.